# Тирана (річка)
Тирана (алб. Lumi i Tiranës) — річка в Європі, тече по території Албанії. Її витік знаходиться в горах на північний схід від столиці Албанії Тирани. Тече по північній частині міста Тирана і є основною водною артерією цього міста.

## Опис
Річка Тирана бере свій початок зі струмків, що течуть з гори Дайт. Спочатку тече на південний захід, проходить через північну частину міста Тирана і повертає потім на північний захід. Найбільшою притокою Тирани є річка Лана. Тирана впадає в річку Гджьоле, притоку Ішему. Річка Тирана дуже забруднена міськими стоками, відсутність очисних споруд дозволяє стічним водам текти в річку, що знижує якість питної води та призвело до зникнення деяких видів тварин і риб. Забруднення нітратами у 13 разів перевищує норми країн ЄС.
Береги річки Тирана досить щільно заселені (248 осіб на квадратний кілометр). Переважає середземноморський клімат. Середньорічна температура близько 15°С. Найтеплішим місяцем є липень (середня температура становить 27°С), а найхолоднішим є грудень (5°С). Середньорічна кількість опадів становить 1469 мм, найбільш дощовим місяцем є лютий (в середньому 175 мм опадів), найпосушливішим — серпень (37 мм опадів).